# Open Encyclopedia Project
Open Encyclopedia Project (OEP, Открытая Энциклопедия (OEP)), также известная как Open-Site — проект открытой Интернет-энциклопедии, созданный в 2002 году Майклом Фликингом, желавшим реализовать свободную, открытую и категоризированную энциклопедию, редактируемую добровольцами. Автор был вдохновлён идеями и успехом Open Directory Project, как следствие, между этими проектами можно обнаружить много общего. Энциклопедия использует открытое программное обеспечение, распространяемое под лицензией Mozilla Public License.
Раздел Архивная копия от 8 ноября 2006 на Wayback Machine на русском языке в Открытой Энциклопедии занимал 9-е место среди самых больших языковых разделов.
В 2012 году проект был закрыт и сейчас представляет собой список колледжей и университетов. 
По состоянию на август 2020 года, энциклопедии уже не существует, сайта нет, домен продается.